# The clown (BZN)
The clown is een Engelstalig nummer van de Volendamse band BZN. De single werd in 1977 uitgebracht in Nederland, Frankrijk, Duitsland en België.
The clown was de eerste single van BZN nadat ze van platenmaatschappij veranderden (Negram naar Phonogram). Het nummer stond 10 weken genoteerd in de Nederlandse Top 40, waar het de vijfde plaats behaalde. 
In een poging om in Duitsland door te breken, bracht BZN daar een Duitstalige versie van dit nummer uit met als titel Das Lied am Ende der Show.